# Aida Rienzi
Aida Rienzi (Salerno, 24 giugno 1952 – 13 maggio 2012) è stata una calciatrice e dirigente sportiva italiana di ruolo portiere.
Ha militato in Serie A per due anni nella Salernitana, di cui è stata poi a lungo presidentessa, e ha vinto lo scudetto con la Jolly Catania.

## Palmarès
- Campionato italiano: 1

Jolly Catania 1978